# Ford Explorer
Форд Експлорер (англ. Ford Explorer - Дослідник) — американський середньорозмірний SUV, що випускається компанією Ford Motor Company з 1990 року і до сьогодні. У Європі даний SUV відноситься до класу повнорозмірних.
З 2011 року модель виготовляється у вигляді безрамного кросовера.
Модель Explorer в лінійці моделей займає місце між Ford Edge та Ford Expedition.

## Перше покоління (UN46) 1990-1994

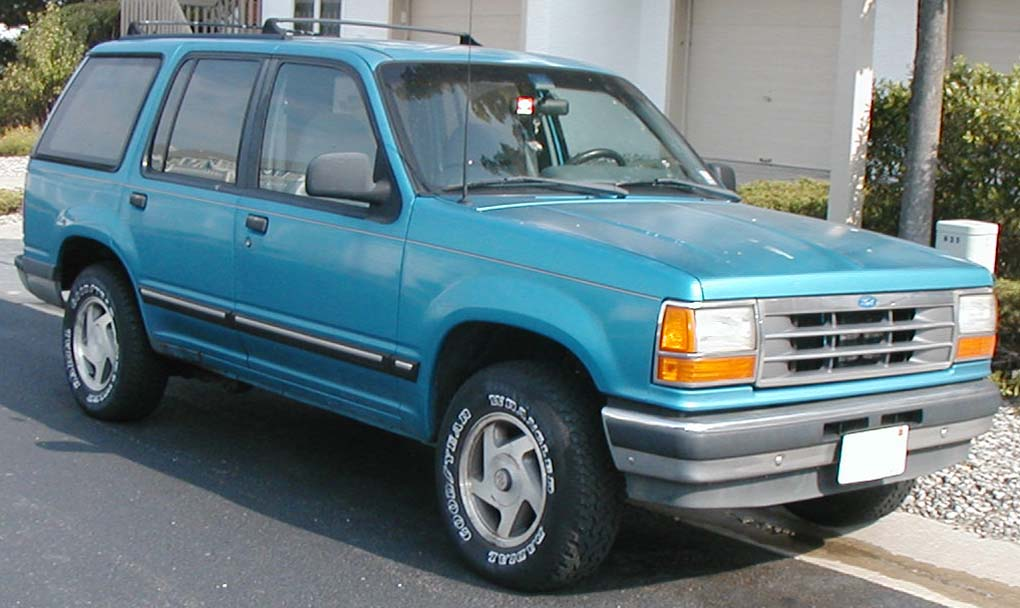
Ford Explorer 1

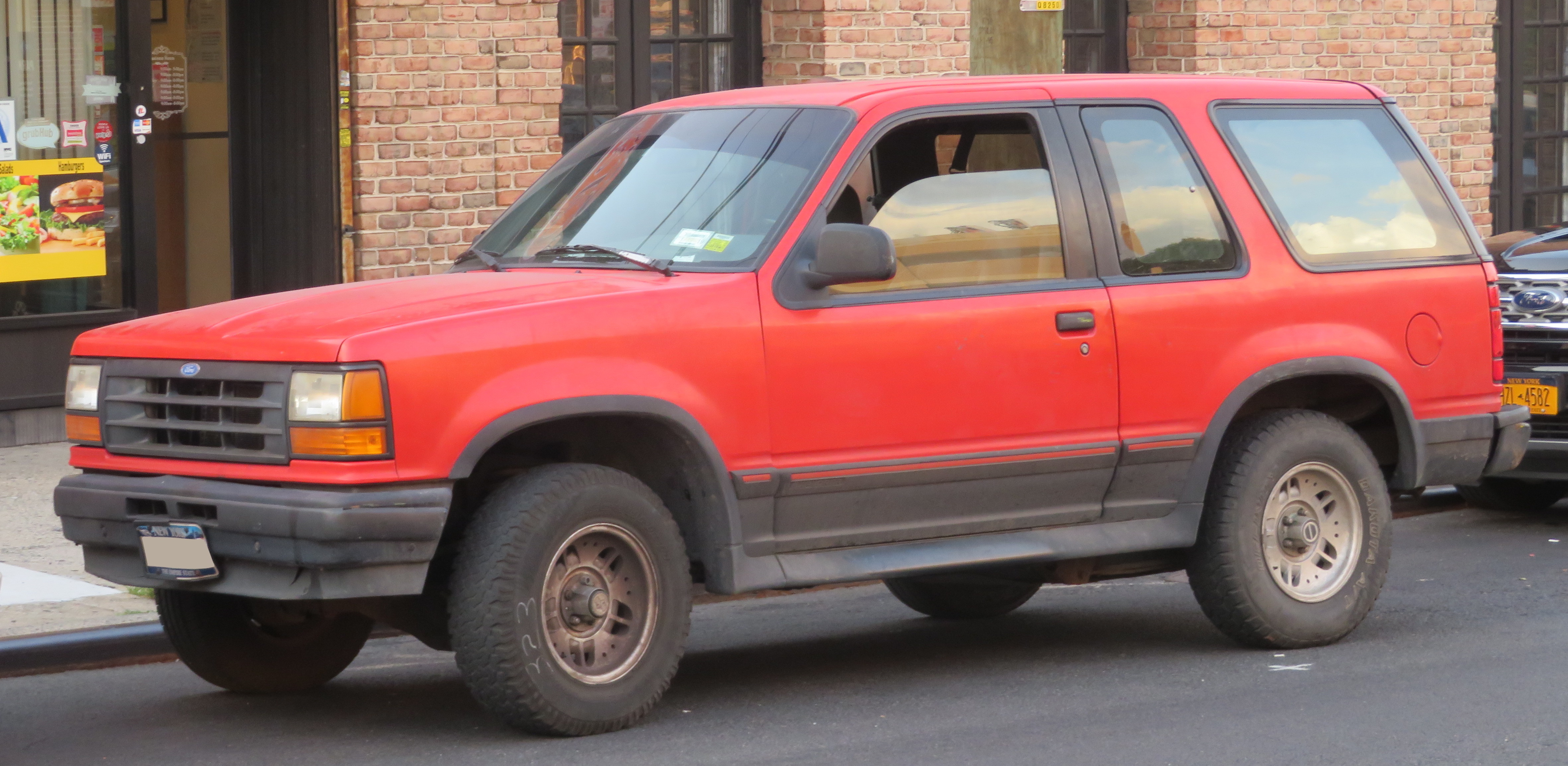
Ford Explorer Sport 1

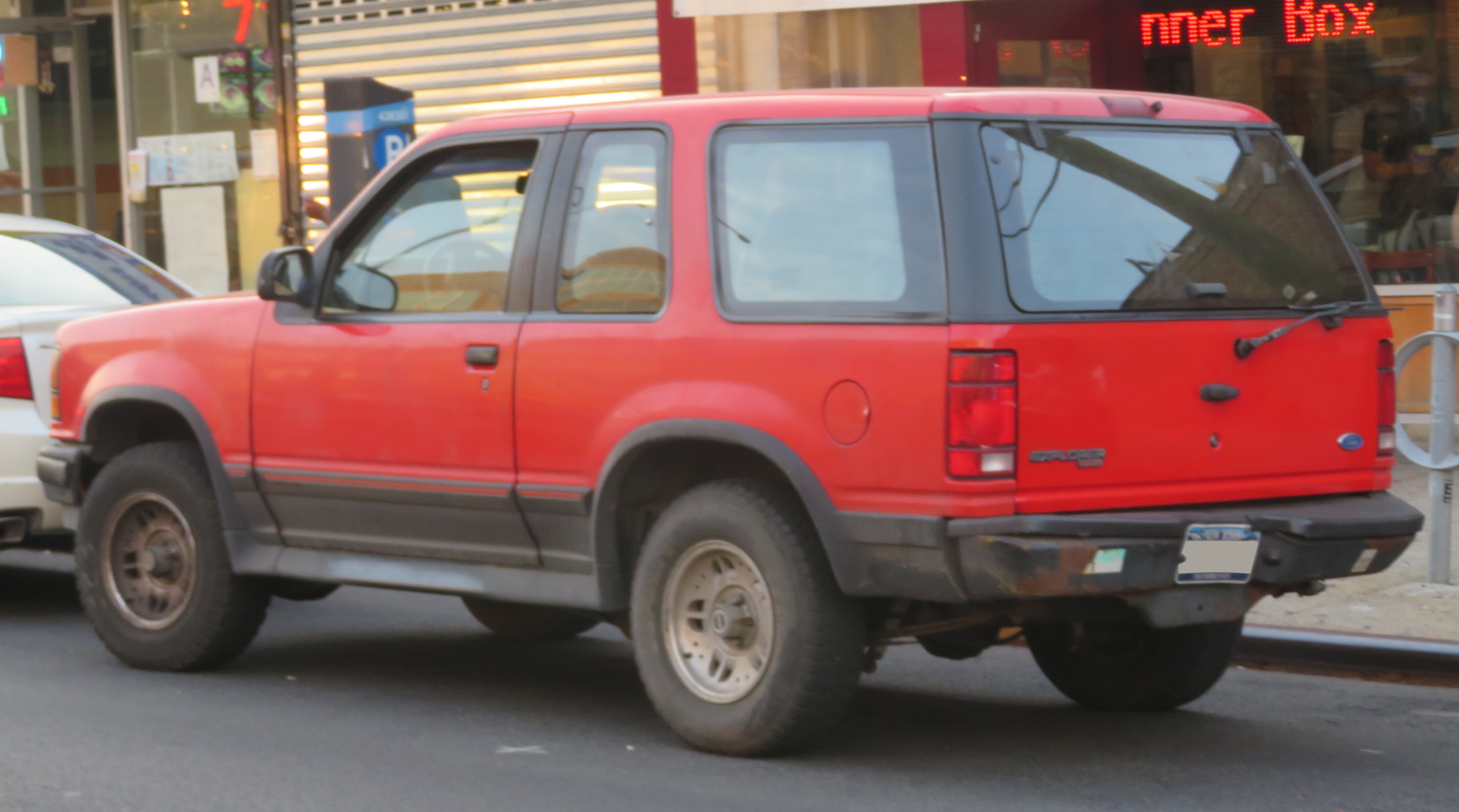
Ford Explorer Sport 1

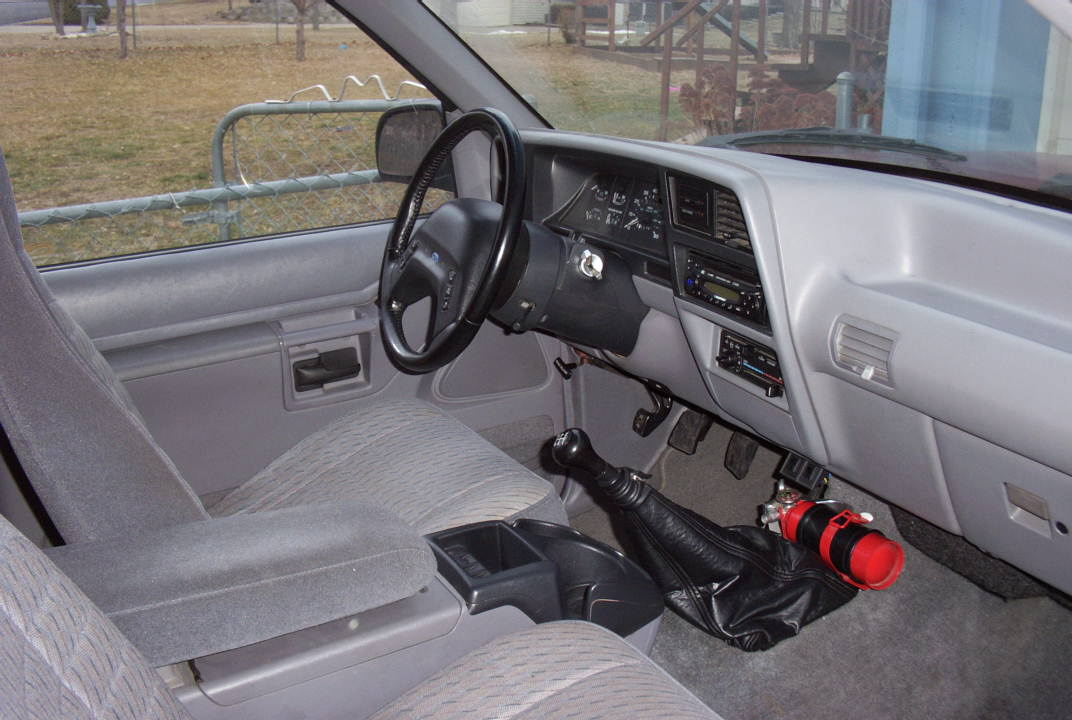

Модель першого покоління мала багато спільного з Ford Bronco II, крім того ці моделі випускалися одночасно. 
Одночасно з початком випуску даної моделі вона стала бестселером на ринку США і двічі поспіль у 1990 і 1991 роках перемогла у номінації Найкращий повнопривідний автомобіль року (Four Wheeler of the Year).
Дана модель випускалася у 3-х і 5 дверному варіантах з довжиною бази 2594 мм і 2843 мм, відповідно. 
3-х дверна версія також називалася Explorer Sport.
На автомобілі встановлювався двигун об'ємом 4 літри Cologne V6 OHV EFI потужністю 114 кВт/155 к.с. (При 4200 об / хв). 
Крутний момент 300 Нм (при 2400 об / хв). Ступінь стиснення 9,0:1 дозволяє використовувати бензин А-92. 
З 1993 року двигун був модернізований з метою збільшення потужності й крутного моменту 165 к.с. та 320 Нм.
Автомобілі оснащувалися коробками механічною 5-ти ступінчастою Mazda M5-R1, або автоматичною 4-ри ступінчастою Ford A4LD.
Повнопривідні версії оснащувалися роздавальною коробкою типу Part-Time марки Borg Warner BW-1350 та BW-1354 з понижуючою передачею 2,48:1. 
Задньопривідна версія оснащувалася роздавальною коробкою марки Borg Warner BW-1359.
Передньопривідна підвіска незалежна типу Twin-Traction-Beam DANA-35. Задня підвіска залежна на напівеліптичних ресорах DANA-8.8 з нероз'ємним картером мосту. 
Задньопривідні версії мали передню незалежну підвіску типу Twin-I-Beam.
Основні комплектації: XL, XLT, Eddie Bauer, Limited.

### Двигун
- 4.0 л Cologne V6 155-165 к.с.

## Друге покоління  (UN105/UN150) 1995-2001

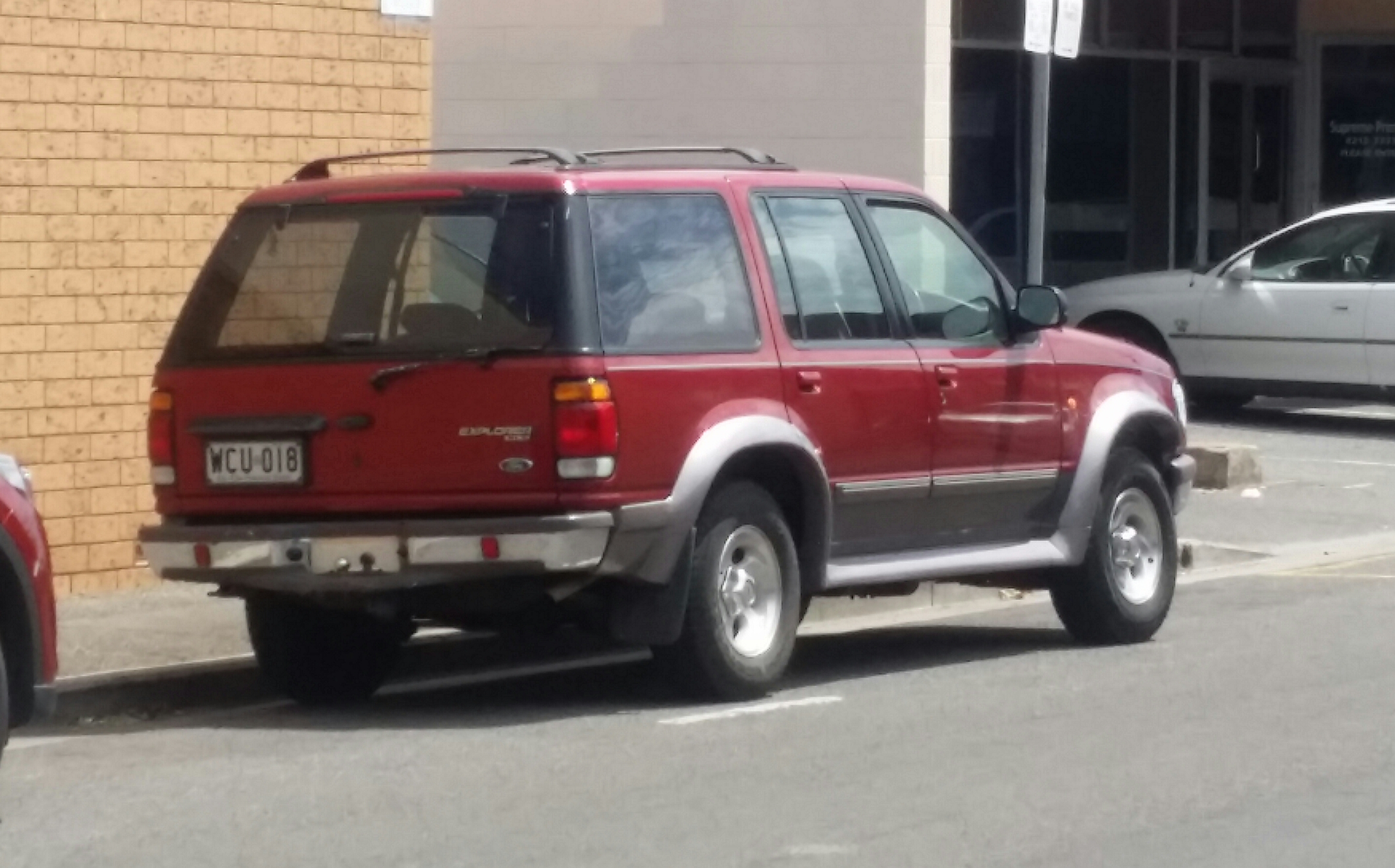
Ford Explorer 2

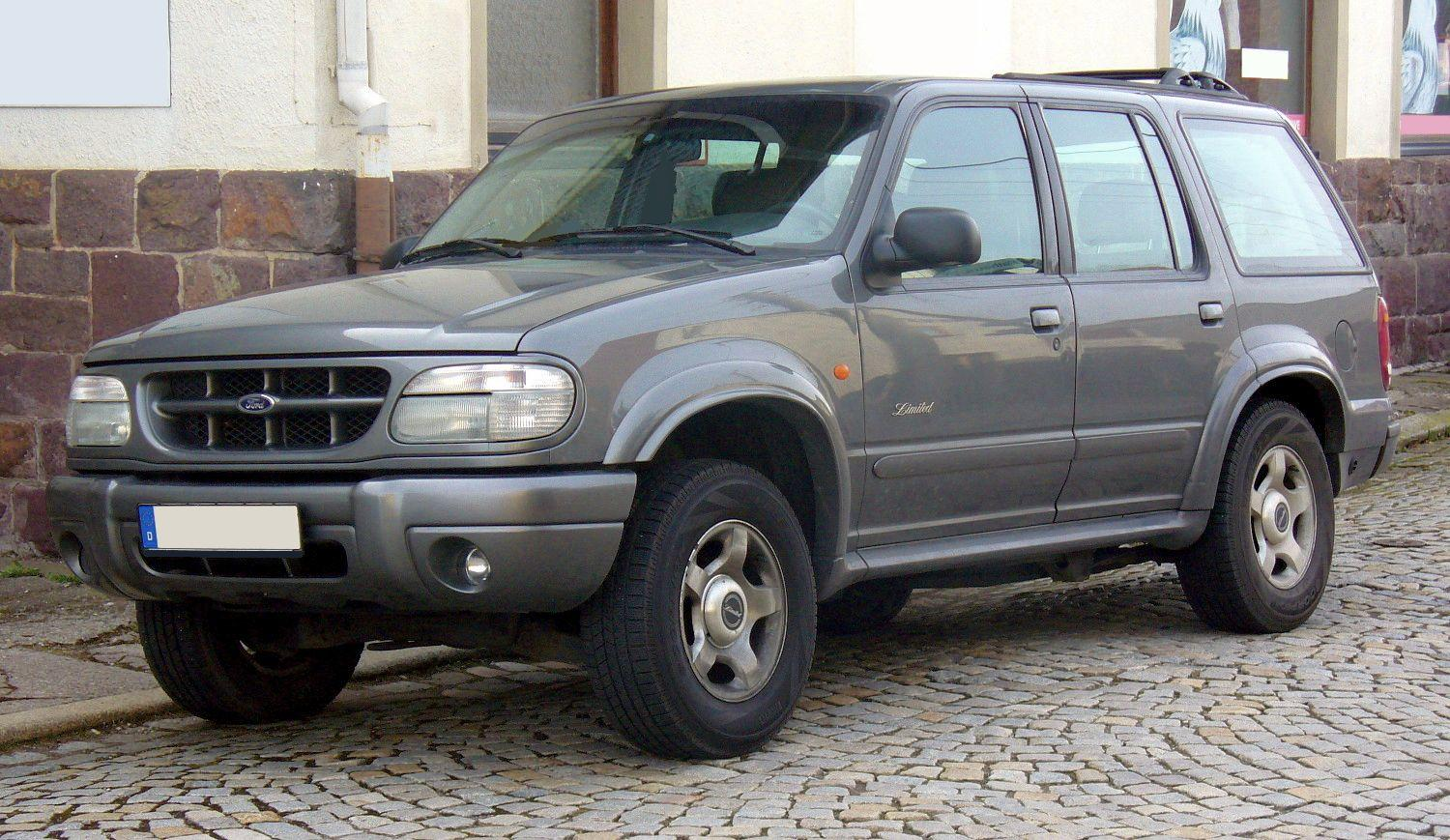
Ford Explorer 2

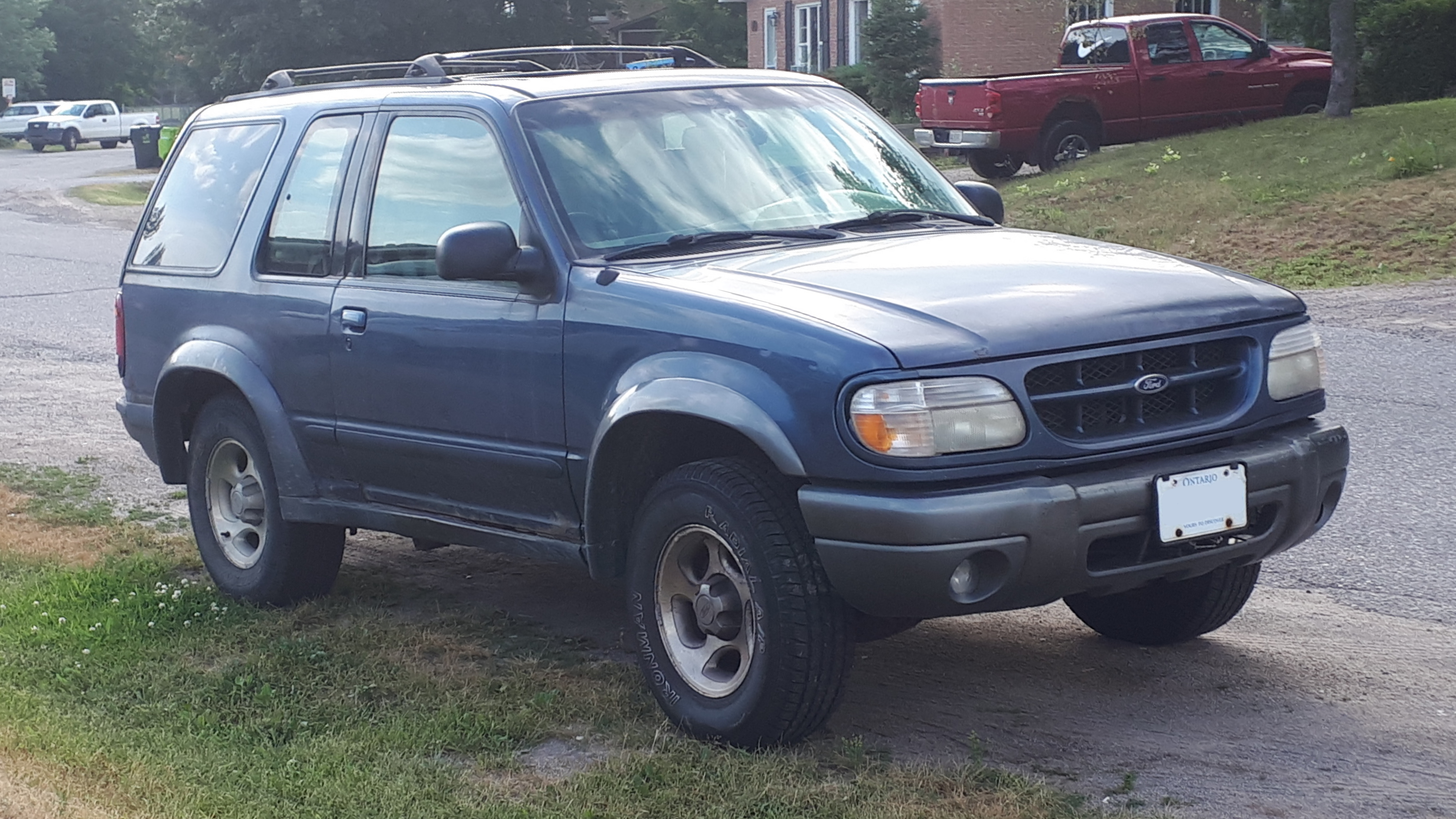
Ford Explorer Sport 2

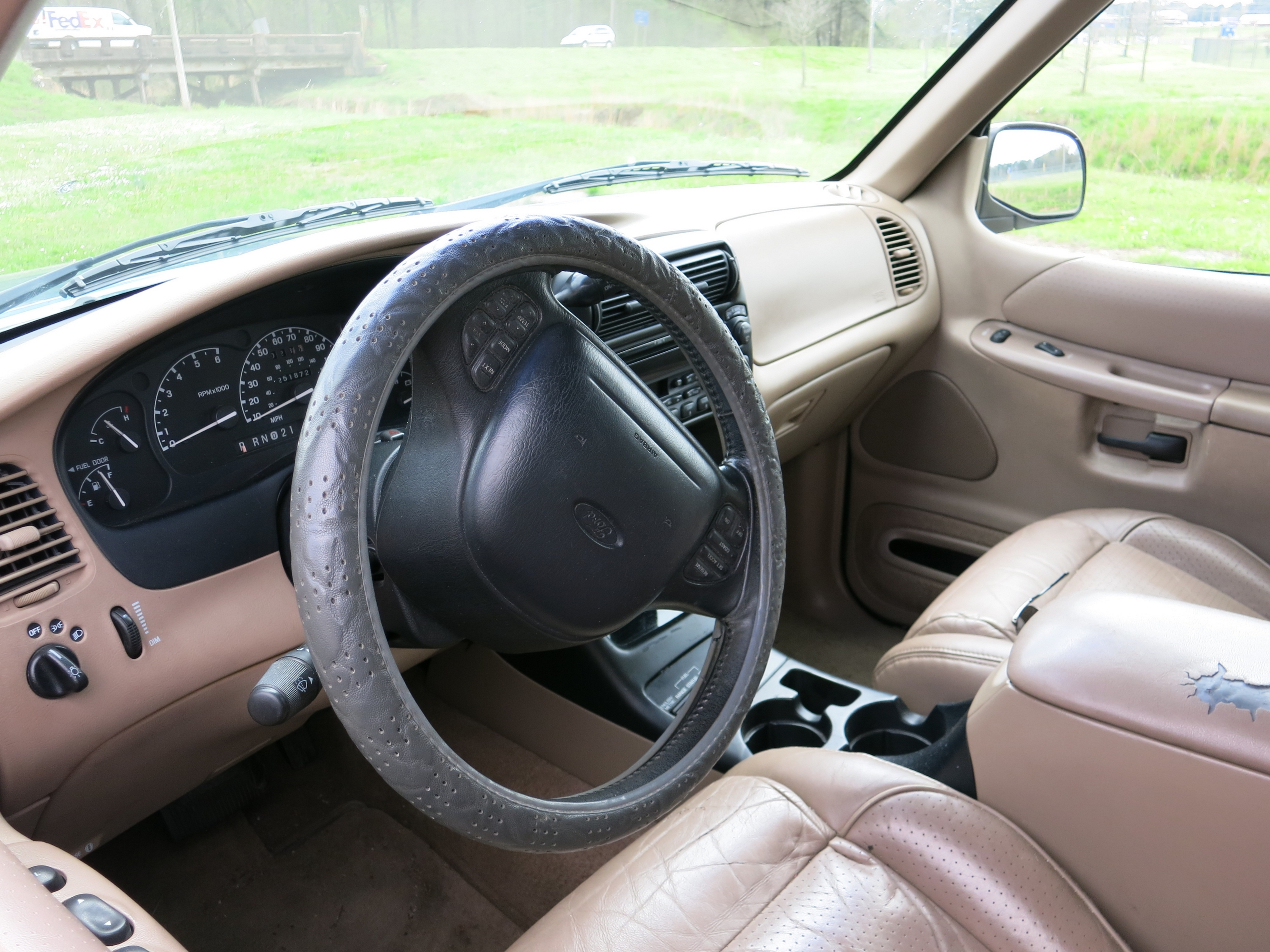
Салон

Машини даного покоління відрізнялися від попередників обтічнішою формою передньої частини кузова. 
Перероблено кермове керування, маятник був замінений кермовою рейкою. 
У салоні з'явилися підголовники на задніх сидіннях. У новій передній панелі були 2 подушки безпеки. 
З'явився бортовий комп'ютер. 
Задня підвіска залишилася без змін. 
Істотно розширився вибір двигунів. Їх пропонувалося три варіанти: 4,0 л потужністю 160 к.с. або 208 к.с. та 5,0 л потужністю 218 к.с.
Зазнала змін і трансмісія. Як основна коробка встановлювалася вдосконалена версія Ford A4LDE або Ford 4R55E, а з 1997 року 5-ти ступінчаста Ford 5R55E. Механічна коробка також встановлювалася вдосконалена 5-ти ступінчаста Mazda M5OD-R1.
На версію автомобіля з 5 літровим двигуном встановлювалася 4-ри ступінчаста автоматична коробка від Ford F-150 - Ford 4R70W.
Автомобілі другого покоління обладнувалися трьома видами повного приводу: 
 
1. Part-Time з роздавальною коробкою Borg Warner BW-1354. Без змін перекочувала з автомобілів першого покоління. 
 
2. ControlTrac 4WD з роздавальною коробкою Borg Warner BW-4405 з передавальним числом 2,48:1 і міжосьовим диференціалом. 
 
Нова роздавальна коробка дозволяла пересуватися у 3-х режимах: 
- 2 WD. З приводом тільки на задні колеса.
- 4 WD Auto. У цьому випадку момент автоматично розподілявся між осями в співвідношенні 4-98%.
- 4 WD Low. Постійний повний привід у важких умовах з включенням пониженої передачі.

3. Full-time AWD з роздавальною коробкою Borg Warner BW-4404 (з 1998 року встановлювалася на моделі з двигуном V8). Однак даний варіант не мав понижувальної передачі.

### Двигуни
- 4.0 л Cologne V6 OHV EFI 160 к.с. (при 4200 об / хв), 320 Нм (при 2500 об / хв), при високому ступені стиснення 9,0:1
- 4.0 л Cologne V6 SOHC SEFI 208 к.с. (при 5200 об / хв), 350 Нм (при 3200 об / хв), при високому ступені стиснення 9,7:1
- 5.0 л Windsor V8 SOHC SEFI 218 к.с. (при 4200 об / хв), 395 Нм (при 3200 об / хв), при високому ступені стиснення 8,8:1

## Третє покоління (U152) 2001-2005

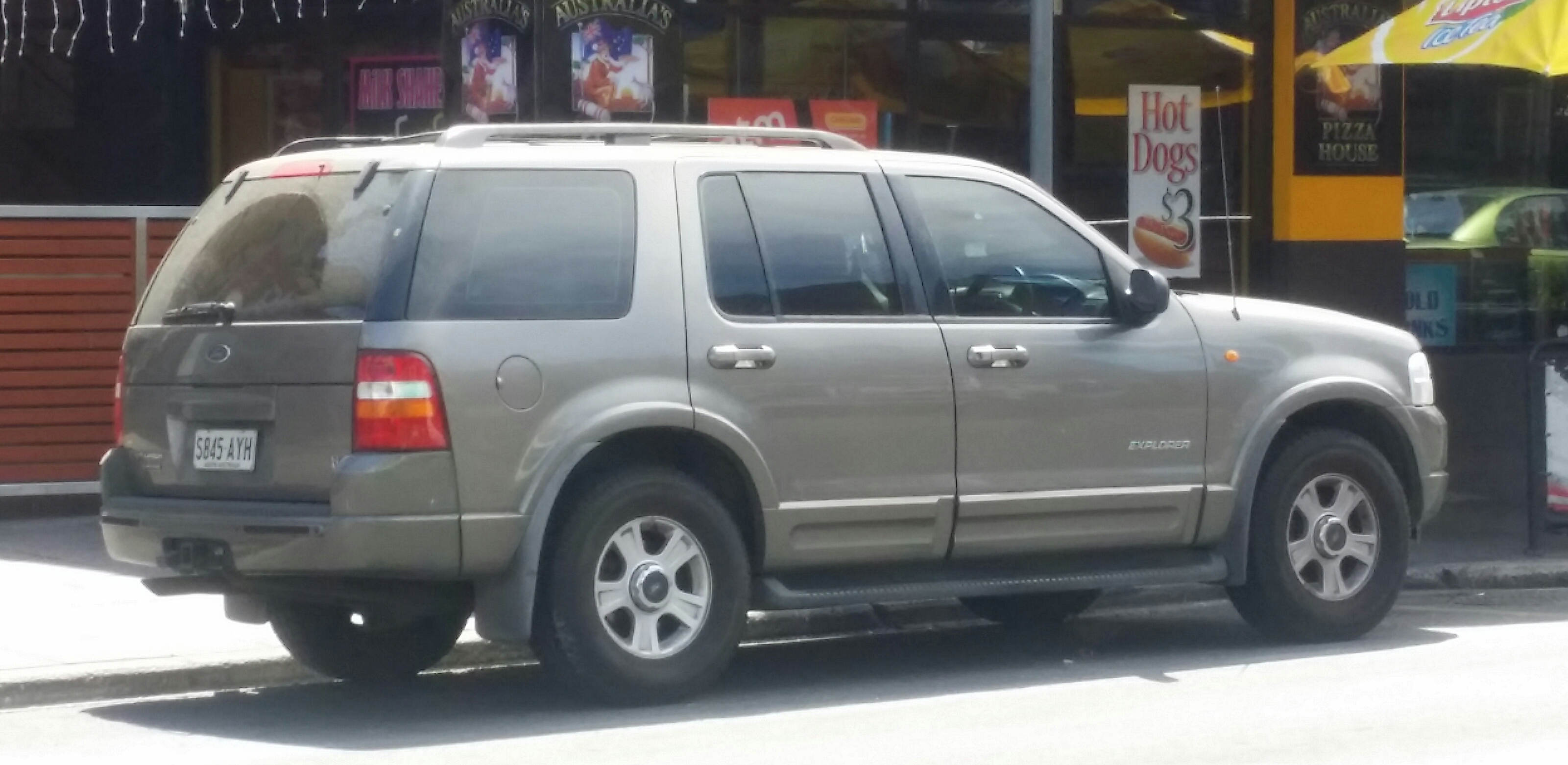
Ford Explorer 3

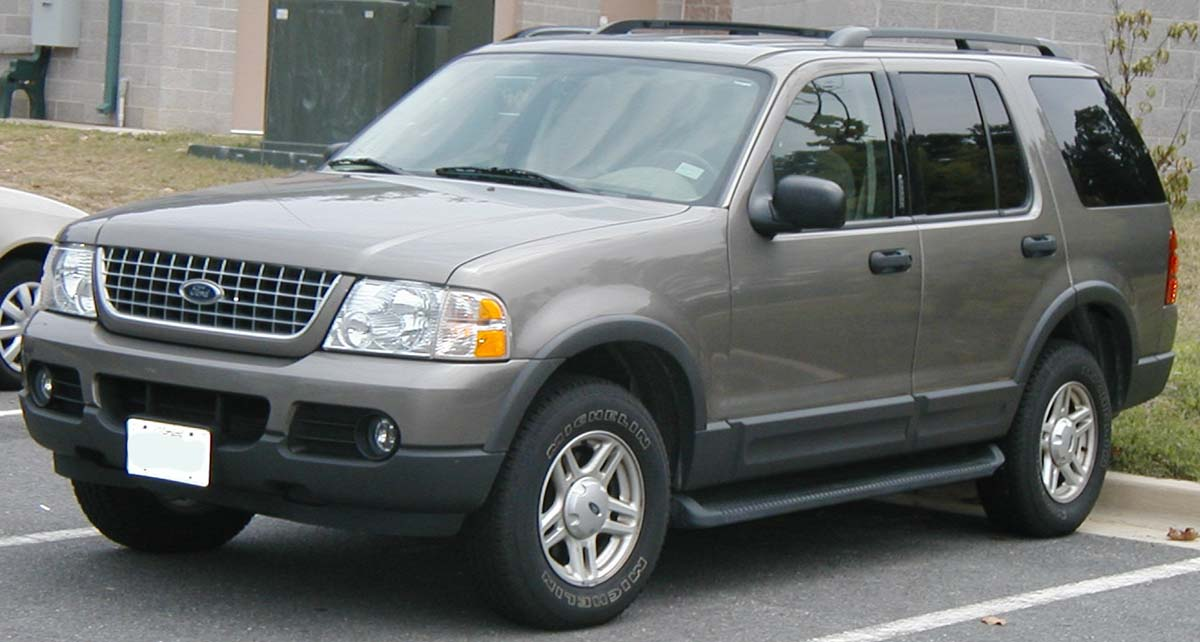
Ford Explorer 3

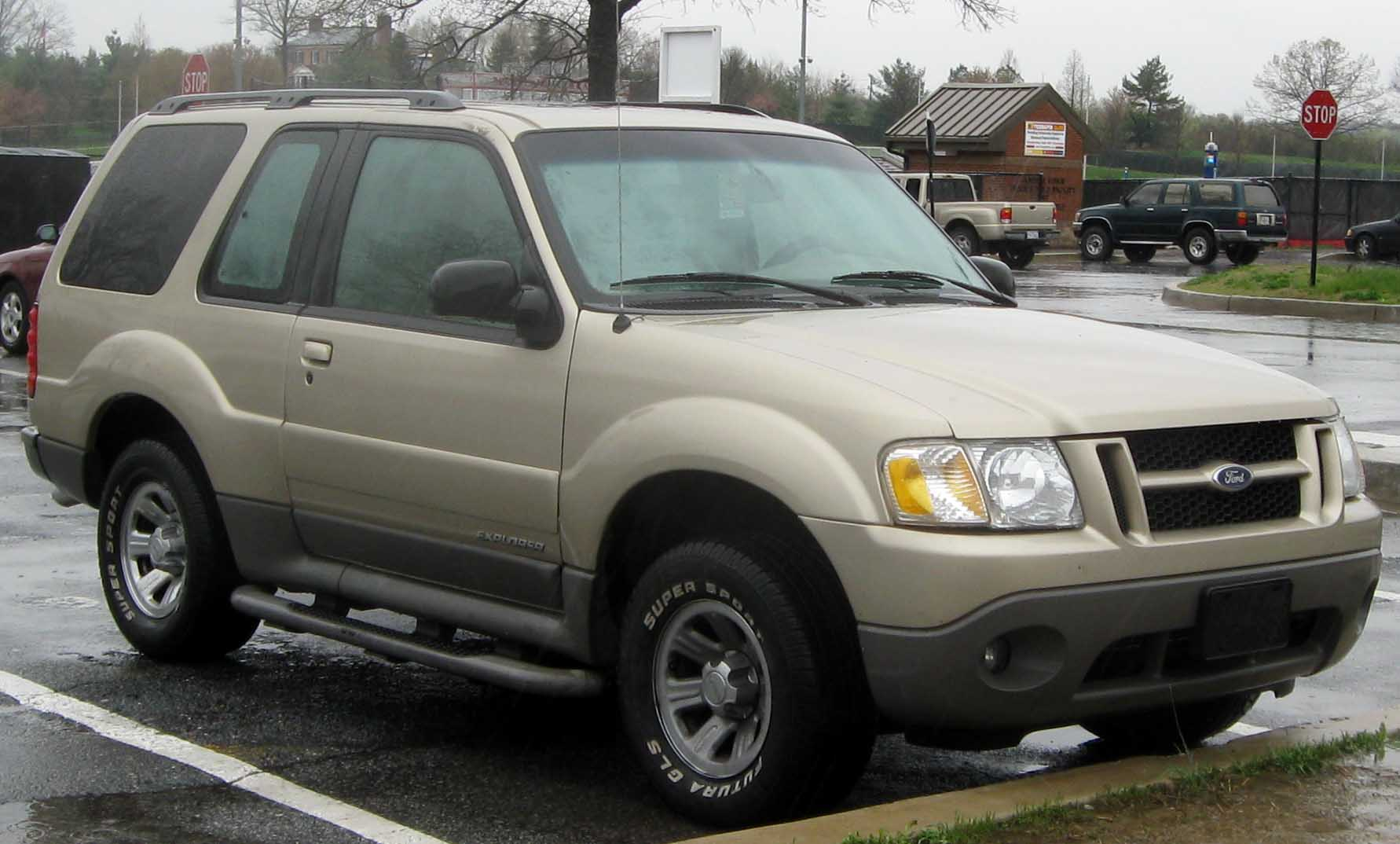
Ford Explorer Sport 2

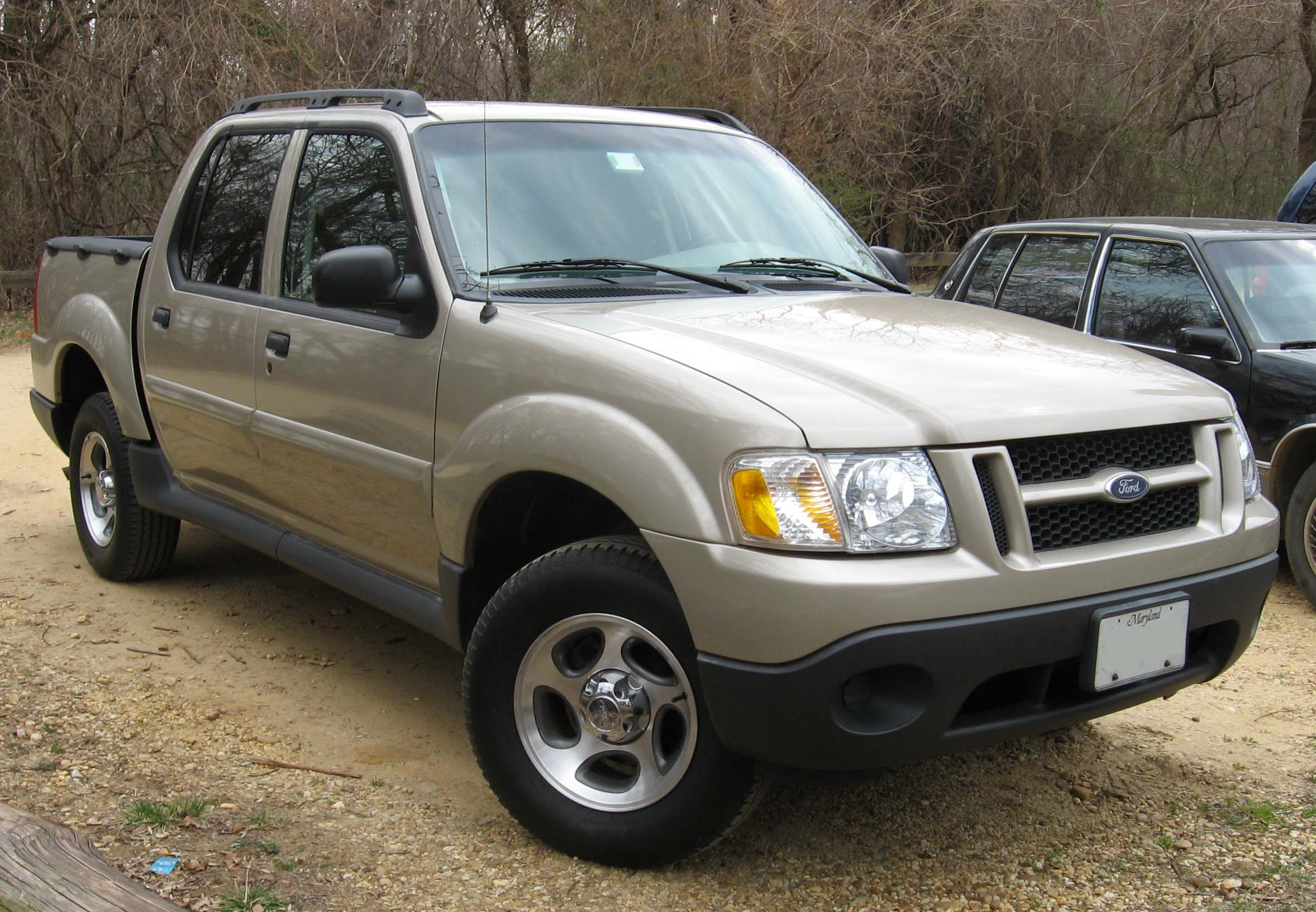
Ford Explorer Sport Trac 1

Експлорер третього покоління зазнав глибшої переробки, ніж попереднє покоління. 
Зміни торкнулися практично всього автомобіля. 
Кузов став довшим і ширшим.
З'явився третій ряд сидінь. Однак задні сидіння включаючи і третій ряд, як і раніше складалися утворюючи рівну підлогу. 
Задня підвіска стала незалежною. Збільшилася і база. 
Рама зазнала повної переробки: жорсткість на кручення збільшена в 3 рази.
Старий 4-літровий двигун Cologne V6 SOHC SEFI отримав алюмінієву головку блока. При цьому трохи збільшились показники потужності (210 к.с. при 5100 об / хв) і крутного моменту (344 Нм при 3700 об / хв).
Але ключовим став новий двигун Triton V8 SOHC SEFI об'ємом 4,6 літра. 
Цей двигун цілком виконаний з алюмінію і видавав вже 240 к.с. при 4750 об / хв, і максимальний обертовий момент 397 Нм при 3450 об / хв. 
На Експлорер 3 го покоління встановлювалася автоматична трансмісія Ford 5R55W, яка по суті є розвитком коробки попереднього покоління, і механічна - Mazda M5-R2. 
Система Control Trac комплектувалася новою роздавальною коробкою Borg Warner BW-4411. 
Як опція з'явилася нова система AdvanceTrac - постійний повний привід з міжвісьовим диференціалом який розподіляє крутний момент в пропорції 35:65 між передніми і задніми осями завдяки роздавальній коробці org Warner BW-4412.
Застосовані і нові технології в забезпеченні безпеки пасажирів. Експлорер став першим позашляховиком, на який встановлювалися бічні фіранки безпеки - Safety Canopy.

### Двигуни
- 4.0 л Cologne V6 210 к.с.
- 4.6 л 16 клапанний Modular V8 240 к.с.

## Четверте покоління (U251) 2006-2010

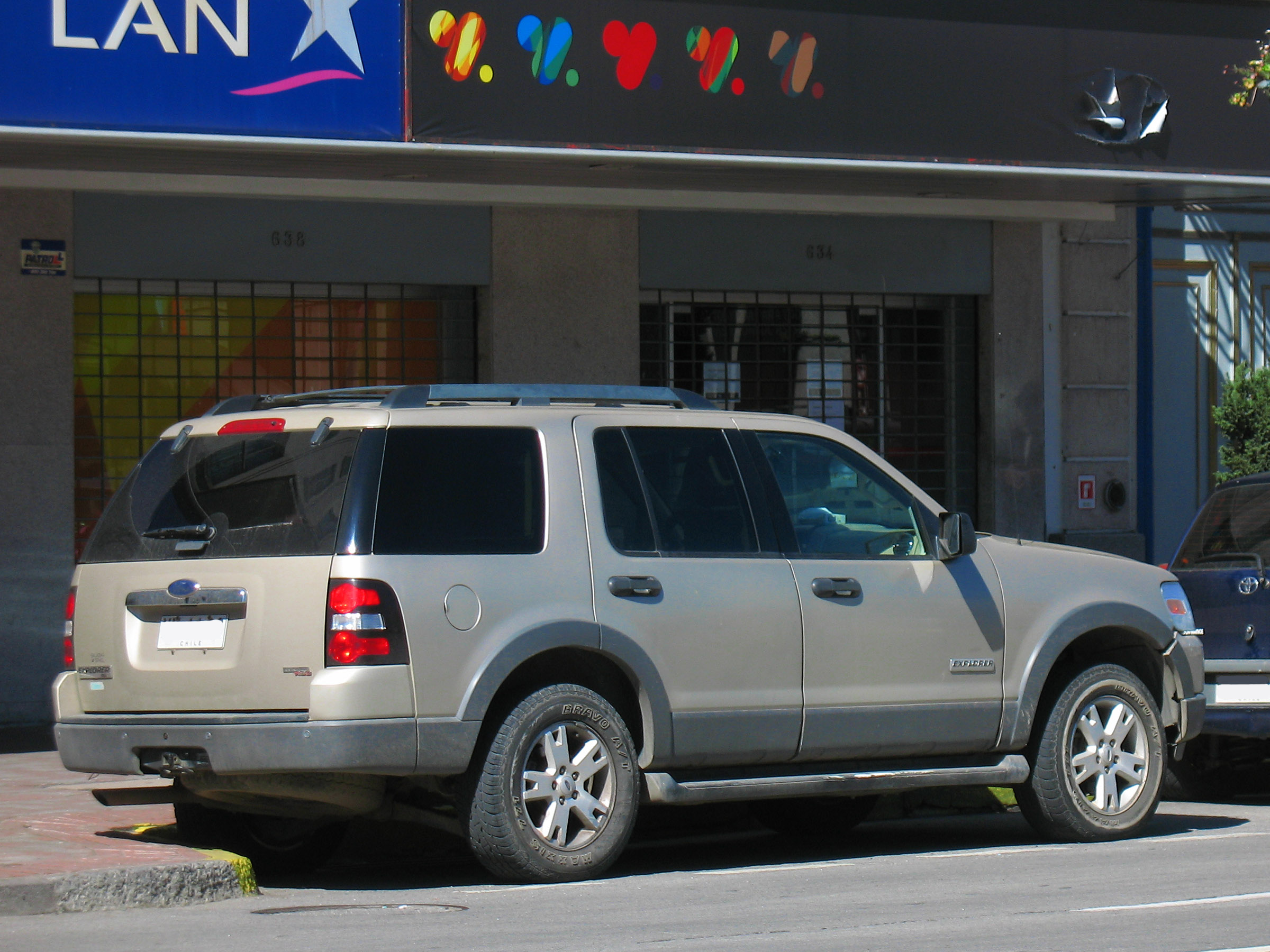
Ford Explorer 4

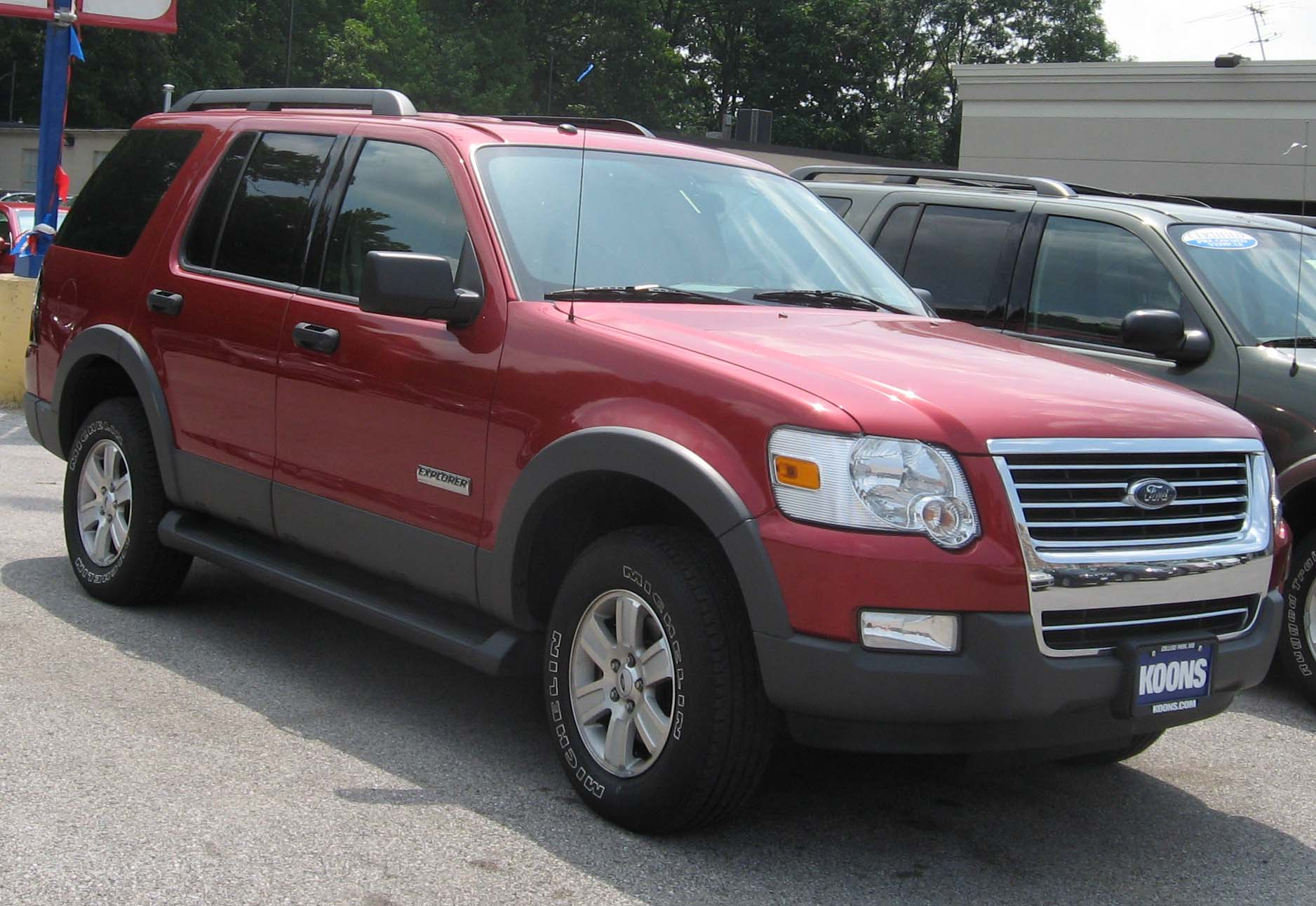
Ford Explorer 4

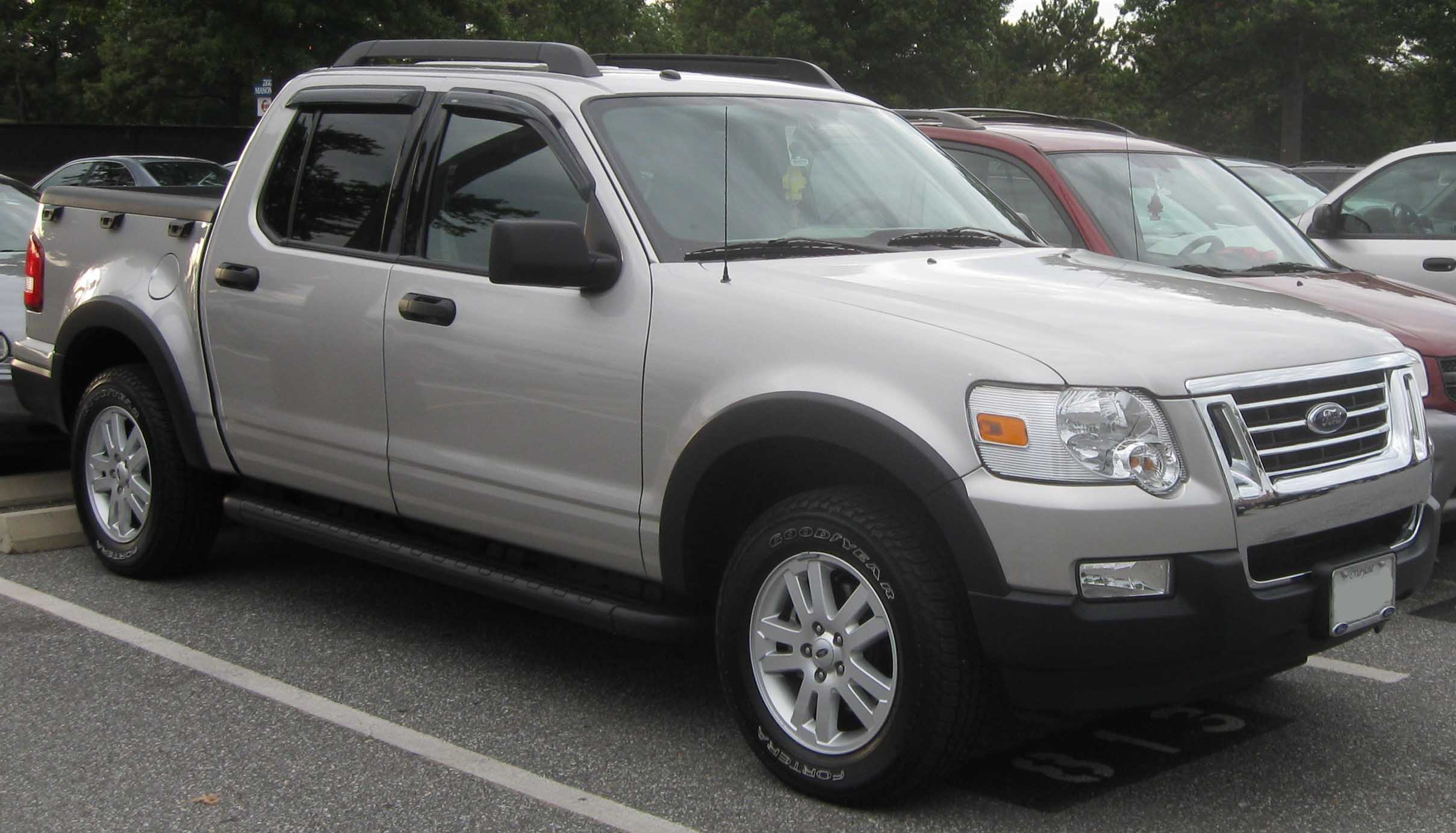
Ford Explorer Sport Trac 2

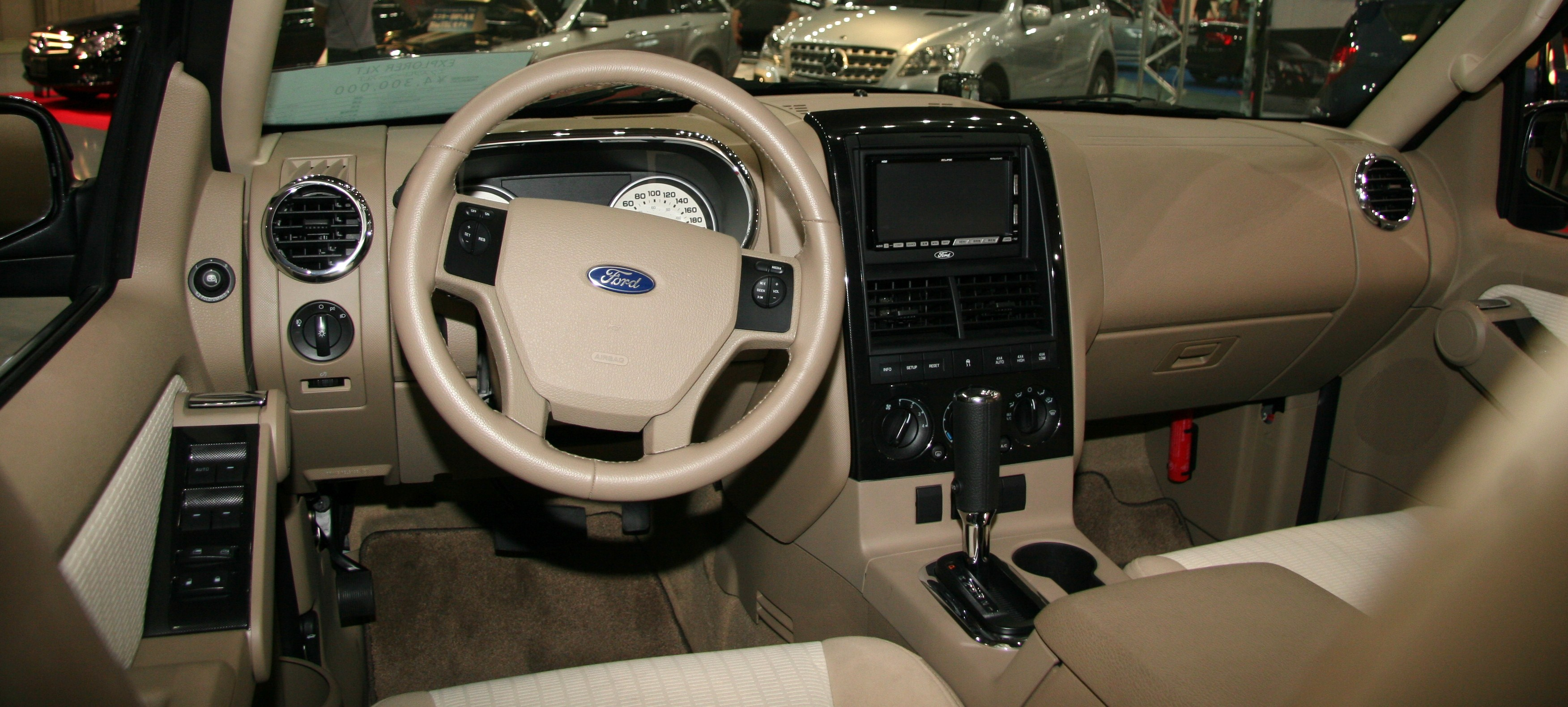
Салон Ford Explorer XLT

Нове покоління Ford Explorer зазнало не менше змін ніж попереднє. 
Так само як і раніше модифікації зазнали практично всі вузли. 
Рама стала на 55% жорсткіше на скручування і 63% на вигин.
Автомобіль отримав модернізовані двмгуни 4,0 л Cologne V6 SOHC з 12 клапанами та 4,6 л Triton V8 SOHC з 24 клапанами, що отримав змінювані фази газорозподілу. Такий самий двигун встановлювався на Ford Mustang.
Крім того, автомобіль тепер став оснащуватися тільки двома АКПП 5-ти та 6-ти ступінчастими Ford 5R55W та Ford R6 відповідно. 
Важіль АКПП перенесений з керма на центральний тунель, як це прийнято в Європі. 
Зміни торкнулися підвіски: 
- Передня підвіска посилена за рахунок застосування подвійних трикутних важелів.
- Задня підвіска у додатку отримала поздовжні важелі, що одночасно підвищило комфорт і прохідність. Були встановлені амортизатори нової конструкції.

Змінилася передня частина автомобіля:  
- Нова решітка радіатора
- Нова головна оптика

### Двигуни
- 4.0 л Cologne 12-клапанів SOHC V6 210 к.с. при 5100 об/хв (крутний момент 344 Нм при 3700 об/хв)
- 4.6 л Modular 24-клапани SOHC V8 292 к.с. при 5750 об/хв (крутний момент 407 Нм при 3950 об/хв)

### Lincoln Aviator

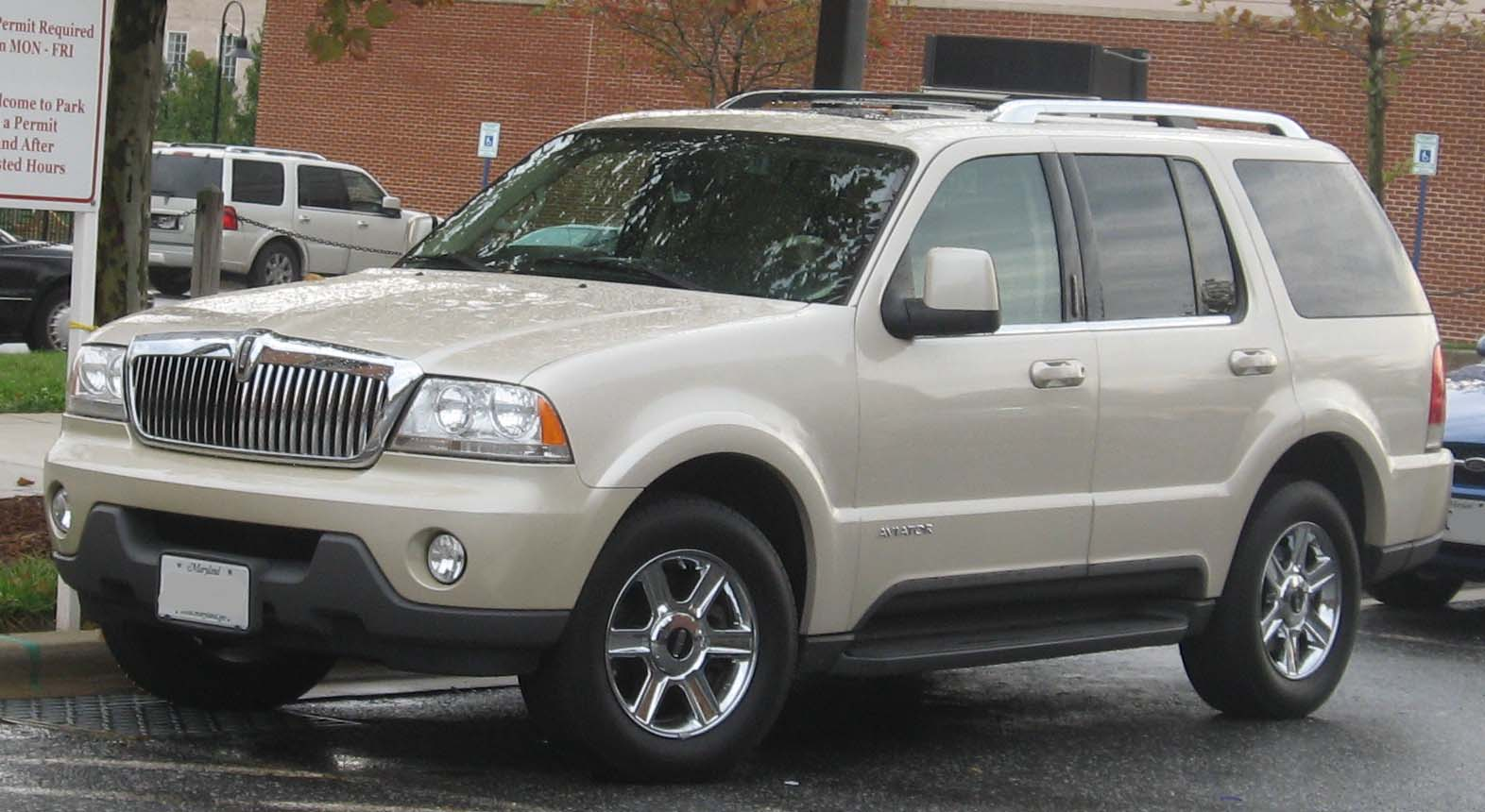
Lincoln Aviator

Lincoln Aviator - середньорозмірний люксовий SUV, що виготовлявся підрозділом Lincoln з 2002 по 2005 рік у Північній Америці. Автомобіль розроблено на основі чотирьохдверних позашляховиків Mercury Mountaineer і Ford Explorer 4. Автомобіль комплектувався двигуном 4.6 л DOHC Modular V8 302 к.с. 407 Нм, 5-ст. 5R55S overdrive АКПП, заднім або повним приводом.
Через низький попит продажі Lincoln Aviator були припинений в кінці 2005 року.

## П'яте покоління (U502) 2010-2019

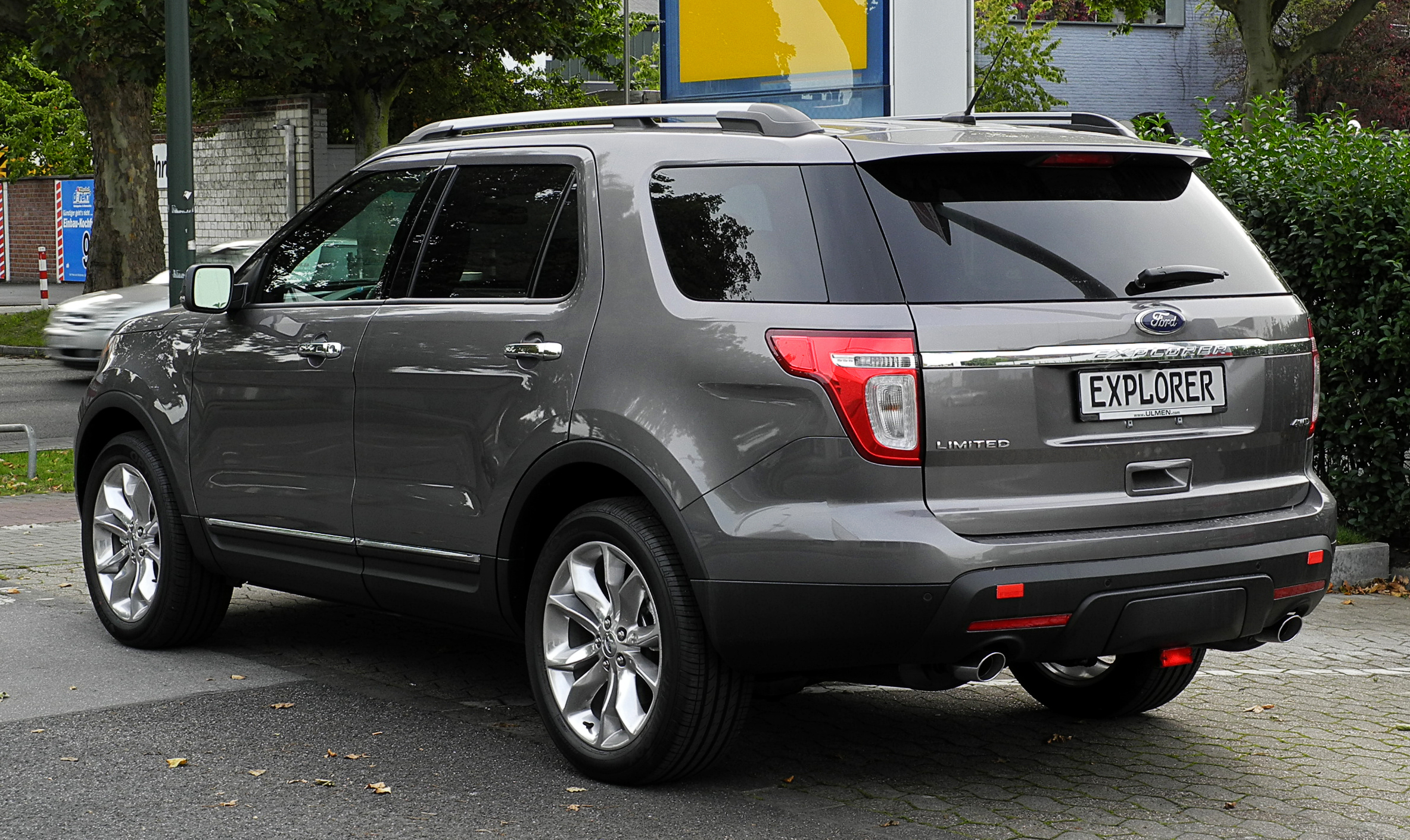
Ford Explorer 5 (2010-2015)

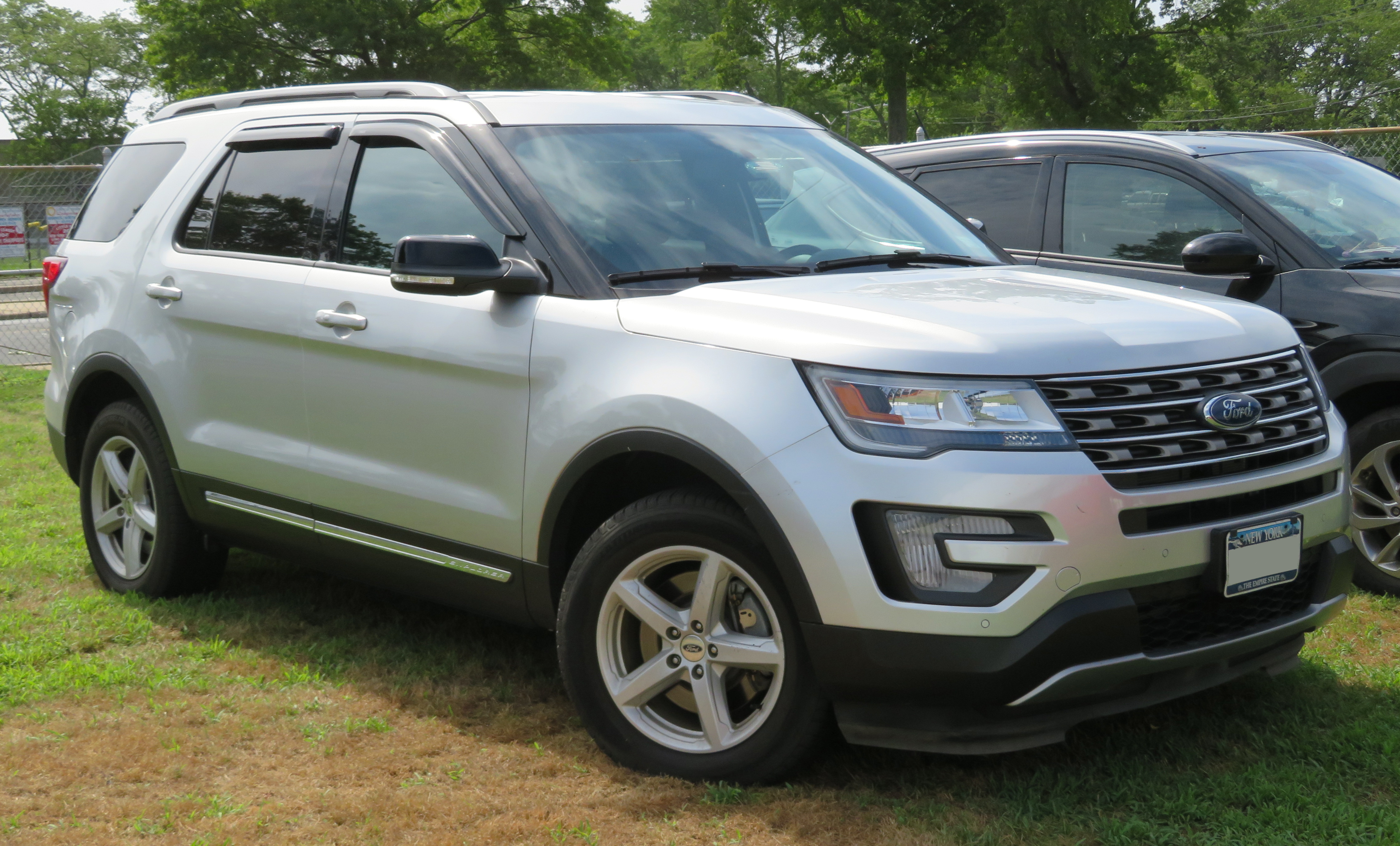
Ford Explorer 5 (з 2015)

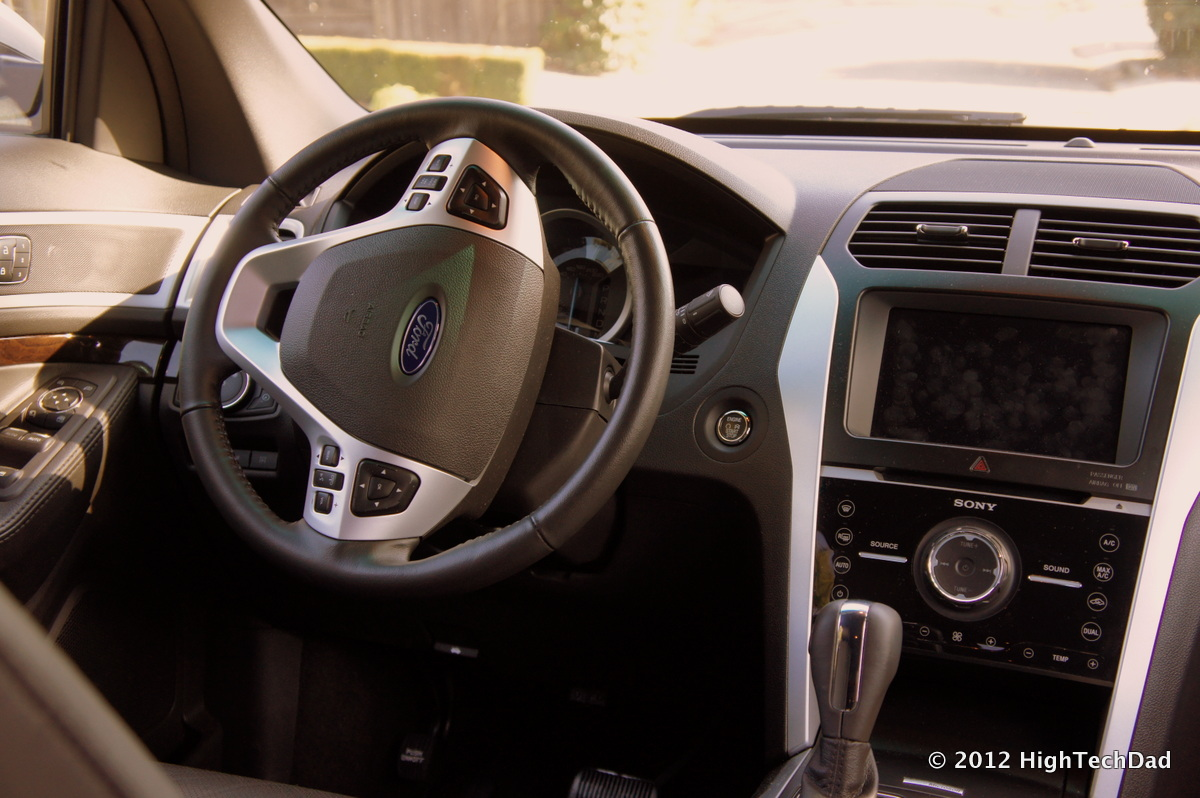
Салон Ford Explorer 5

Від колишнього покоління автомобіля не залишилося нічого. Зникла рама. Цей автомобіль будується на тій самій платформі Ford D4, що й Ford Flex та Lincoln MKT з поперечним розташуванням двигуна і базовим переднім приводом.
За рахунок цього автомобіль став довшим 5 метрів проти 4,8 метра раніше. Однак ємність багажного відсіку практично не змінився в розмірах і становить 2280 літрів.
Автомобіль оснащується чотирма новими алюмінієвими двигунами.
Базова версія оснащується одним типом трансмісії - автоматичною 6-ти ступінчастою. Як опція на повнопривідні версії може встановлюватися автоматична 6-ти ступінчаста трансмісія SelectShift.
У 2012 році на автосалоні в Нью-Йорку представлена спортивна модель Ford Explorer Sport з двигуном 3.5 літра EcoBoost Twin-Turbo V6, автоматом SelectShift з переглянутими передавальними числами, перекалібруваною підвіскою і рульовим керуванням. Позашляховик також відрізняє зовнішній декор та спортивні нотки в салоні.
У 2015 році модель модернізували до 2016 модельного року, змінивши зовнішній вигляд на заміну двигуну 2,0 л EcoBoost прийшов турбодвигун 2,3 л EcoBoost потужністю 280 к.с. при 5500 об/хв (420 Нм при 3000 об/хв).
Позашляховик Explorer 2016 має п’ять моделей: базову, XLT, Limited, Sport, та нову Platinum. Базові моделі оснащені: 3.5-літровим двигуном V6, шестиступінчастою автоматичною коробкою передач з перемикачем передач на рульовому колесі, світлодіодними фарами, задніми габаритними вогнями, 18-дюймовими колесами та камерою заднього виду. Круїз-контроль, кондиціонування повітря, аудіо система на шість динаміків та система «Sync» від Ford, також, є стандартними. Система «MyKey» дозволяє програмувати гранично допустиму швидкість та інші параметри, які допоможуть контролювати поведінку молодих водіїв. Ще однією системою, яка входить до базової комплектації, є «Sway Control», що полегшує буксирування.

### Двигуни
- 2.0 л EcoBoost турбо Р4 потужністю 240 к.с. при 5500 об/хв (339 Нм при 1750-4000 об/хв) (тільки передньоприводні версії)
- 2.3 л EcoBoost турбо Р4 потужністю 280 к.с. при 5600 об/хв (420 Нм при 1750-4000 об/хв)
- 3.5 л Duratec Ti-VCT V6 потужністю 290 к.с. при 6500 об/хв (346 Нм при 4000 об/хв)
- 3.5 л EcoBoost twin турбо V6 потужністю 365 к.с. при 5500 об/хв (473 Нм при 3500 об/хв) (тільки повноприводні версії)
- 3.7 л Cyclone Ti-VCT V6 потужністю 304 к.с. при 6500 об/хв (378 Нм при 4000 об/хв) (тільки повнопривідні версії для поліції)

### Ford Police Interceptor Utility

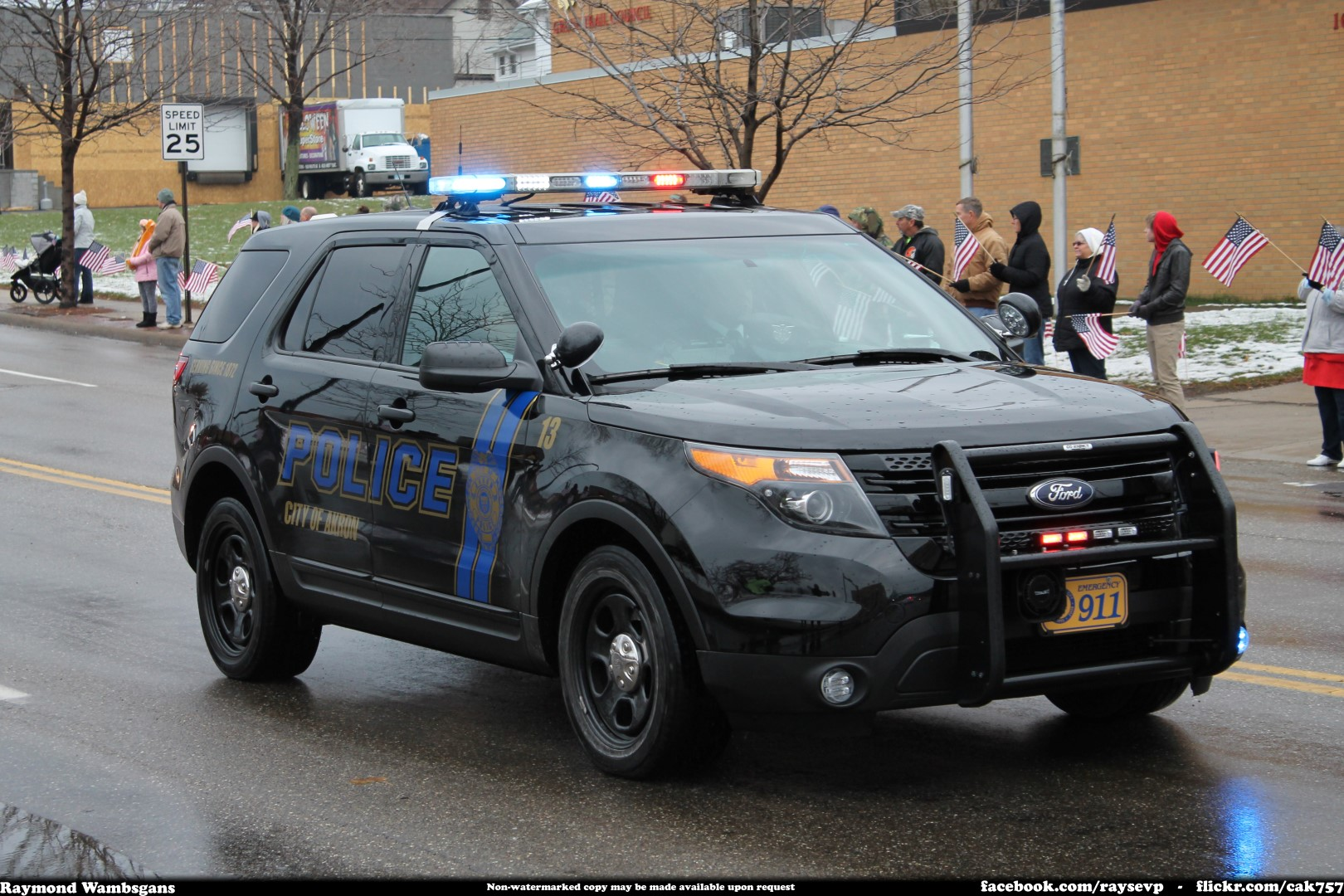
Ford Police Interceptor Utility (2012-2016)

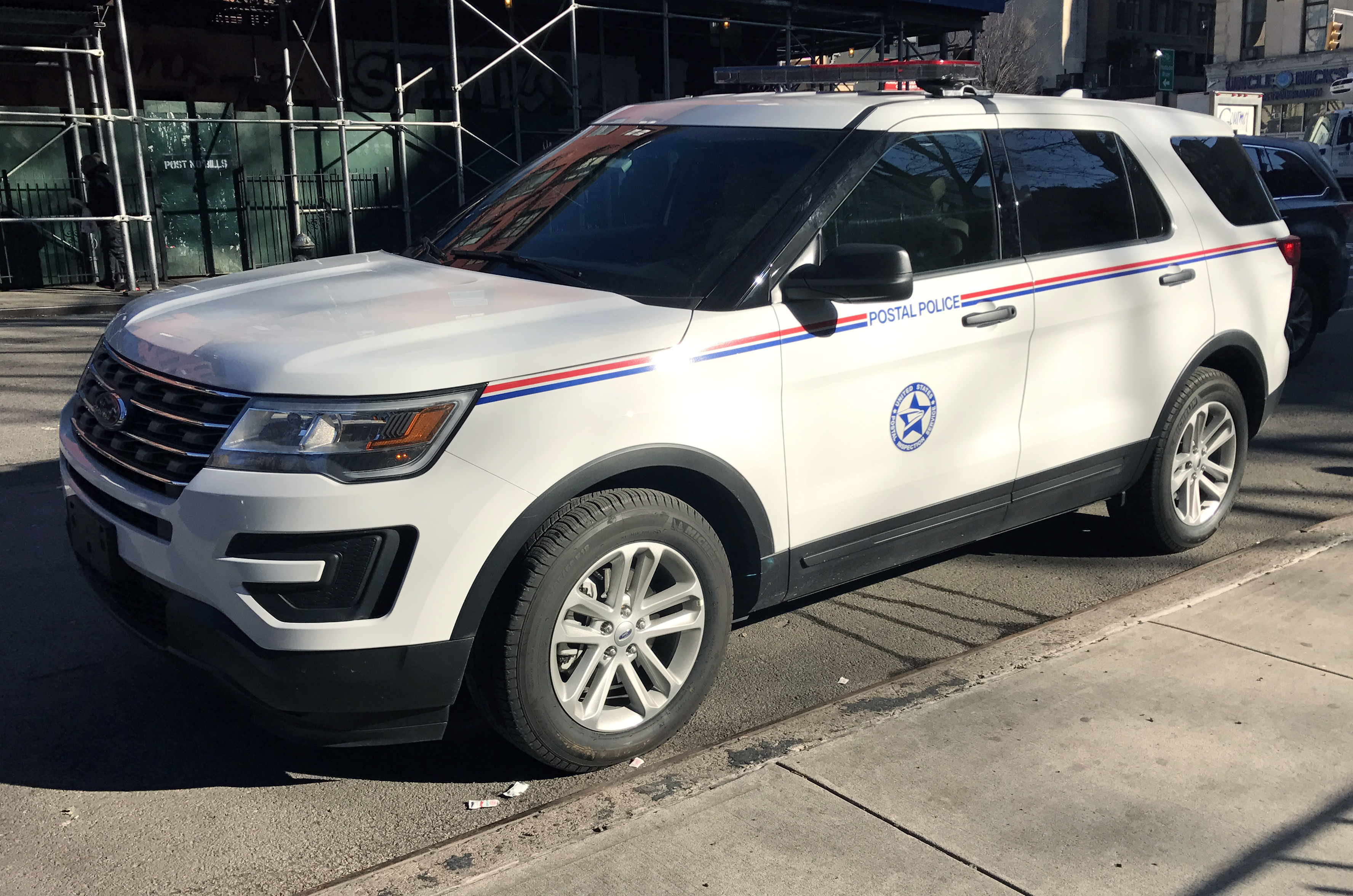
Ford Police Interceptor Utility (з 2016)

Після завершення виробництва Ford Crown Victoria Police Interceptor у 2011 році Ford розпочав розробку модифікації Ford Explorer для поліцейської служби. Для 2013 модельного року компанія Ford представила Utility Interceptor Police; як і у випадку з седаном перехоплювачем поліції на основі Ford Taurus, кросовер називається Ford Interceptor, а не Ford Explorer.
Як і поліцейський Interceptor Sedan та Ford Expedition SSV, Utility не продаються для роздрібної торгівлі і спеціально призначені для використання правоохоронними органами або іншими аварійними службами. Окрім флот-специфічних варіантів, таких як сталеві колеса та положення для конкретних користувацьких схем фарби (наприклад, контрастні двері), Utility постачається з положеннями для монтажу аварійного обладнання, такого як радіоприймачі, світлові маячки та сирени. Для звільнення внутрішнього простору на центральній консолі для обладнання, перемикач трансмісії встановлюєтся на рульовій колонці.
Utility Interceptor Police поставляється з повним приводом. На автомобіль встановлений двигун 3.7 л Ti-VCT V6 305 к.с., такий самий як і на Ford Mustang та F-150. В 2014 році Ford додав 3.5 л Ecoboost V6 365 к.с. (що використовується також в Police Interceptor Sedan і Ford Taurus SHO).
Каліфорнійський дорожній патруль тепер користується Utility Interceptor Police, оскільки поточні патрульні машини Ford Taurus, Chevrolet Caprice та Dodge Charger не відповідали вимогам по корисному навантаженню, необхідним для створення універсальної патрульної машини.

## Шосте покоління (U625) з 2019

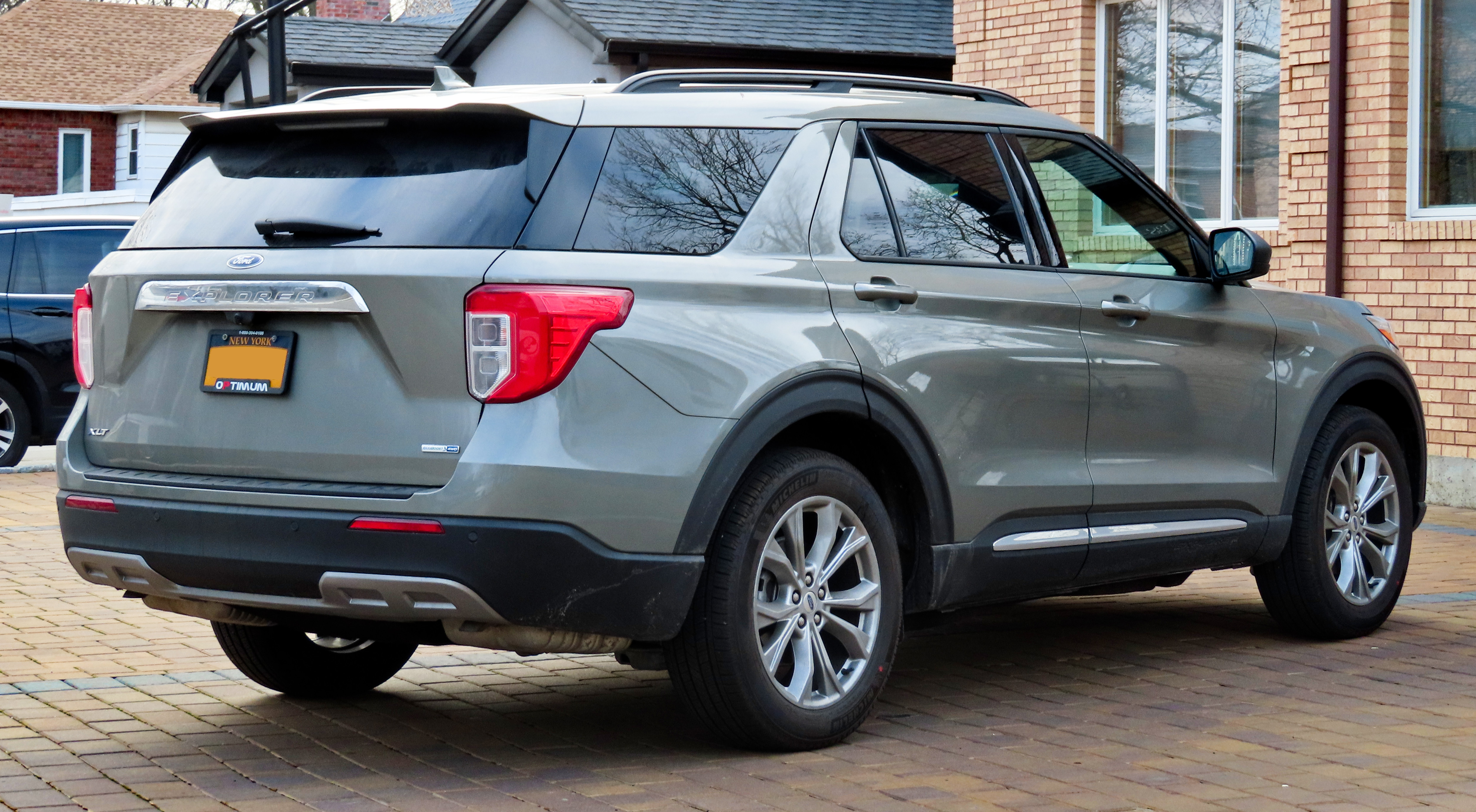
Ford Explorer XLT 4WD (2019-2023)

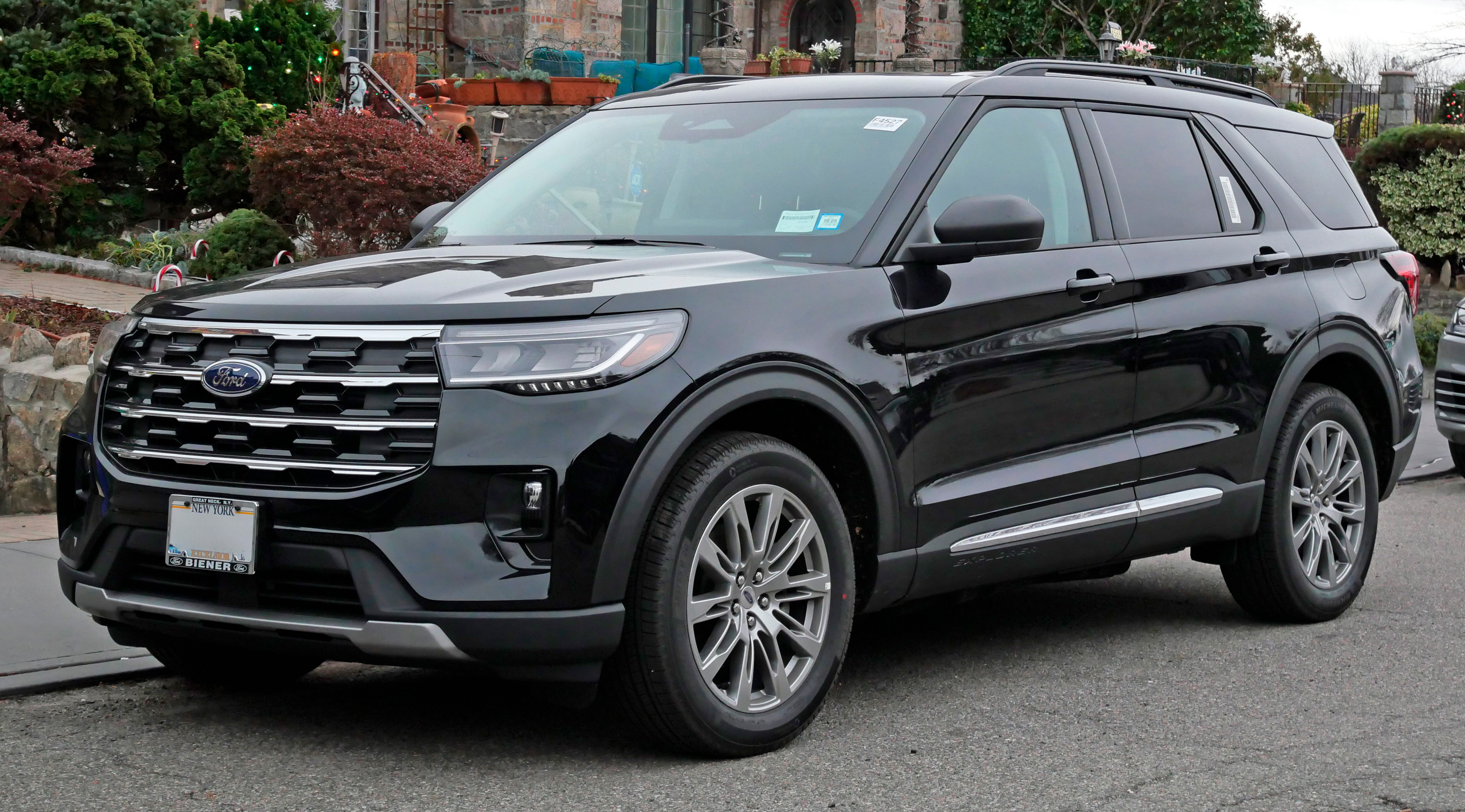
Ford Explorer 6 (з 2023)

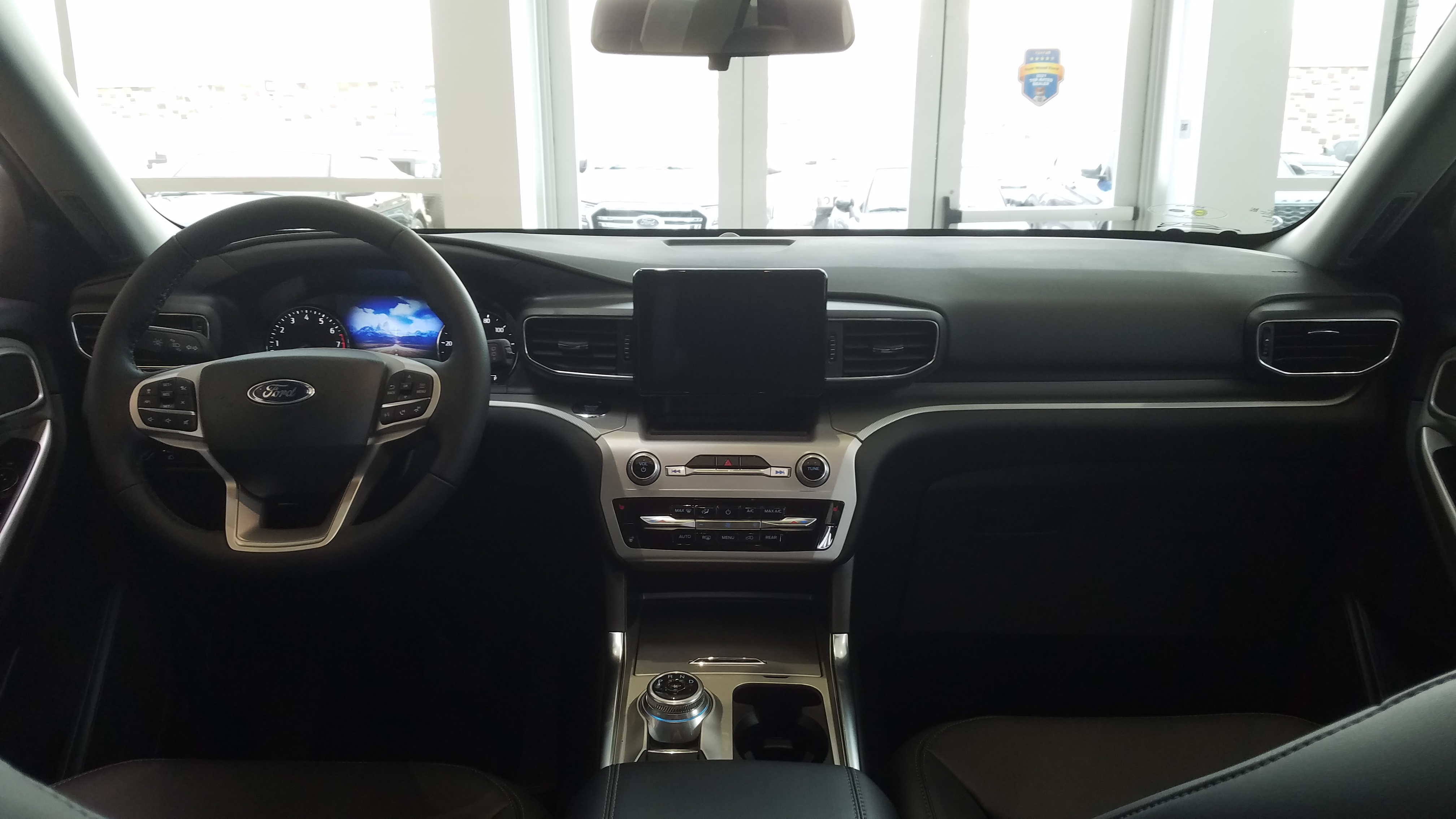

Шосте покоління Ford Explorer офіційно дебютувало 9 січня 2019 року. Новий Explorer перебрався з платформи Ford D4 на нову СD6 від Lincoln Aviator. СD6 - дуже гнучка архітектура, яка передбачає дві варіації по розташуванню двигуна: поперечну і подовжню, відповідно з базовим переднім і заднім приводом. У новому Експлоурері буде використана «поздовжня» СD6. У США у Експлорера налічується шість варіантів: Explorer Base, Explorer XLT, Explorer Limited, Explorer Limited Hybrid, Explorer ST і Explorer Platinum.
Так що на простих версіях кросовера привід буде задній, повний виявиться опцією, а в ST і Platinum повноприводна трансмісія повинна стояти вже «в базі». Таким чином, в певному сенсі Explorer повернеться до поздовжньої схеми до 2010 року, тобто до появи п'ятого покоління з його поперечним агрегатом.
Базовим буде турбомотор 2.3 EcoBoost (304 к.с. і 420 Нм). Вище розміститься новий атмосферник 3.3 Cyclone V6 з комбінованим уприскуванням палива. Причому на Експлоурері він може з'явитися і в звичайному варіанті, і в складі гібридної системи. У першому випадку віддача буде приблизно 294 к.с. і 359 Нм (як у F-150), а в другому складе 322 к.с.
У варіанті Ford Explorer Platinum встановлюється 3.0 EcoBoost V6 з двома турбокомпресорами (370 к.с. і 515 Нм). Буде і версія Ford Explorer ST з тим же двигуном але зі збільшеною потужністю.
На всі моделі встановлюється 10-ст. АКПП SelectShift з контролером-шайбою.
У 2020 році шосте покоління Ford Explorer отримало гібридну версію. Гібрид оснащений 3.3-літровим двигуном V6 і електричним мотором, має загальну потужність 324 кінських сили. Запас ходу на електриці - 800 км.
2021 модельного року Ford поповнив лінійку комплектацій Explorer версією ST та позашляховим пакетом оновлень Timberline. 

### Двигуни
- 2.3 EcoBoost turbo І4 304 к.с. 420 Нм
- 3.3 Hybrid Cyclone V6 + електродвигун 322 к.с. 437 Нм
- 3.0 EcoBoost twin-turbo V6 370 к.с. 515 Нм
- 3.0 EcoBoost twin-turbo V6 405 к.с. 563 Нм (ST)
- 3.0 EcoBoost twin-turbo V6 Plug-In Hybrid + електродвигун 457 к.с. 825 Нм

## Explorer EV
В вересні 2023 році дебютує Explorer EV. Компактний позашляховик із акумуляторним електричним приводом (C-сегмент). Автомобіль виробляється в Кельні, Німеччина, і продається переважно в Європі, автомобіль базується на платформі Volkswagen Group MEB.

## Продажі в США
| Рік    | Всього авто в США | Police Interceptor Utility (США) |
| ------ | ----------------- | -------------------------------- |
| 1990   | 140,509           | Н/Д                              |
| 1991   | 282,837           | Н/Д                              |
| 1992   | 292,069           | Н/Д                              |
| 1993   | 301,668           | Н/Д                              |
| 1994   | 278,065           | Н/Д                              |
| 1995   | 395,227           | Н/Д                              |
| 1996   | 402,663           | Н/Д                              |
| 1997   | 383,852           | Н/Д                              |
| 1998   | 431,488           | Н/Д                              |
| 1999   | 428,772           | Н/Д                              |
| 2000   | 445,157           | Н/Д                              |
| 2001   | 415,921           | Н/Д                              |
| 2002   | 433,847           | Н/Д                              |
| 2003   | 373,118           | Н/Д                              |
| 2004   | 339,333           | Н/Д                              |
| 2005   | 239,788           | Н/Д                              |
| 2006   | 179,229           | Н/Д                              |
| 2007   | 137,817           | Н/Д                              |
| 2008   | 78,439            | Н/Д                              |
| 2009   | 52,190            | Н/Д                              |
| 2010   | 60,687            | Н/Д                              |
| 2011   | 135,179           | Н/Д                              |
| 2012   | 158,344           | 5,863                            |
| 2013   | 178,311           | 14,086                           |
| 2014   | 189,339           | 20,655                           |
| 2015   | 224,309           | 24,942                           |
| 2016   | 216,294           | 32,213                           |
| 2017   | 238,056           | 33,075                           |
| Всього | 7,216,214         | 98,621                           |